# Pierre Bokma
Pierre Bokma  (Paris, 20 de dezembro de 1955) é um ator neerlandês. Ele ganhou duas vezes o prêmio Louis d'Or, o mais importante do teatro neerlandês, e um Emmy Internacional.

## Carreira
A mãe de Bokma veio de uma formação estritamente católica. Quando engravidou, aos dezesseis anos, mudou-se para Paris para ter o bebê. Entre 1972 e 1976, Bokma foi colocado em vários lares adotivos e depois frequentou um internato em Zeist.
De 1978 a 1982 frequentou a Escola de Teatro de Maastricht. Além de seu trabalho no teatro, Bokma atua como ator de cinema e televisão desde 1983. Ele é conhecido do público em geral, entre outras coisas, pela série de comédia 't Schaep Met De 5 Pooten, pelo programa de esquetes Kanniewaarzijn e pela série adolescente Rundfunk.
Em 1989 protagonizou o filme Leedvermaak dirigido por Frans Weisz, papel que ele reprisou posteriormente mais duas vezes em Qui vive (2001) e Happy End (2009). Bokma ganhou um Prêmio Emmy Internacional por interpretar um empresário religioso em De uitverkorene (2006). Ele recebeu seu quarto Bezerro de Ouro por seu papel no drama televisivo De prooi de Theu Boermans. Anteriormente, ele havia ganhou este prêmio por Leedvermaak, Cloaca e De Belager.

## Filmografia
- 1983 - Giovanni
- 1986 - De aanslag
- 1987 - Vroeger is dood
- 1989 - Leedvermaak - Nico
- 1989 - De avonden
- 1989 - We zijn weer thuis - Paul Mastenbroek (1989-1994)
- 1991 - De provincie
- 1994 - Oude Tongen
- 1995 - Frans en Duits
- 1995 - Hoogste tijd
- 1996 - Advocaat van de Hanen
- 1997 - Gordel van smaragd
- 1999 - Baantjer: De Cock en de wraak zonder einde (telefilme) - Erwin Raven
- 1999 - De rode zwaan
- 2001 - Minoes - Ellemeet, diretor de deodorantfabriek
- 2001 - Qui vive - Nico
- 2003 - Interview - Pierre
- 2003 - Cloaca
- 2004 - Amazones - Zeger
- 2005 - Masterclass
- 2005 - Gooische Vrouwen - Herbert van Bokwijk
- 2006 - Ober
- 2006 - 't Schaep met de 5 pooten - Kootje de Beer
- 2006 - De Uitverkorene
- 2007 - Moordwijven - Dr. Bilderberg
- 2008 - Bloedbroeders
- 2009 - 't Vrije Schaep - Kootje de Beer
- 2009 - Happy End - Nico
- 2009 - Op bezoek bij George W. Bush - Jan Peter Balkenende
- 2009 - Zeg 'ns Aaa - Lucas Bender
- 2009 - Komt een vrouw bij de dokter - Huisarts
- 2009 - Flikken Maastricht
- 2009 - Terug naar de kust - Rechercheur Van Wijk
- 2009 - De Hel van '63 - Commissaris der Koningin Harry Linthorst Homan
- 2009 - Van Zon op Zaterdag - Zakkenvullende bankier
- 2010 - 2011 't Spaanse Schaep - Kootje de Beer
- 2010 - 2014 Bloedverwanten - Ronald Mok
- 2011 - Schlafkrankheit - Ebbo Velten
- 2011 - De Bende van Oss - Sal Hedeman
- 2012 - Quiz - De Man
- 2013 - 't Schaep in Mokum - Kootje de Beer
- 2013 - Borgman - Priester
- 2013 - De Prooi - Rijkman Groenink
- 2013 - Smoorverliefd - Bob
- 2013 - Speelman - Sweder Speelman
- 2013 - Van God Los - Freek Verbeek
- 2015 - 't Schaep Ahoy - Kootje de Beer

## Prêmios
- 1989: Bezerro de ouro por seu papel do noivo Nico no filme Leedvermaak
- 1994: Louis d'Or pelo papel-título em Richard III de Shakespeare (Toneelgroep Amsterdam, diretor Gerardjan Rijnders)
- 2001: Bezerro de ouro "Melhor ator no drama de televisão" por seu papel em Belager
- 2002: Medalha de Paul Steenbergen de Willem Nijholt . Em 2008, Bokma passou para Jacob Derwig .
- 2003: Bezerro de Ouro "Prêmio Especial do Júri" para o elenco completo do filme Cloaca
- 2007: Prêmio Emmy Internacional por seu papel em De uitverkorene (filme de TV do VPRO , dirigido por Theu Boermans ). Ele compartilhou o prêmio com o ator britânico Jim Broadbent.
- 2013: Louis d'Or para o papel principal em De Verleiders, dirigido por Aat Ceelen